# Martí Cifuentes
Martí Cifuentes Corvillo (Sant Cugat del Vallés, Barcelona, España, 7 de julio de 1982) es un entrenador de fútbol español. Actualmente dirige al Leicester City de la EFL Championship.

## Trayectoria
Es un entrenador que comenzó su trayectoria profesional en las categorías inferiores del CE Sabadell e incluso llegó a ser segundo entrenador del primer equipo en 2006.
Más tarde, emprendería una etapa en el extranjero, concretamente en los equipos sub-19 del Ajax de Ámsterdam y del Millwal antes de regresar al Unió Esportiva Rubí primero en equipo juvenil y más tarde, al primer equipo al que dirigió en Tercera División de España.
En febrero de 2014 firma por la UE Sant Andreu de la Segunda División B para sustituir a Patxi Salinas, en el que estaría hasta el final de la temporada pese a tener contrato hasta junio de 2015.
Durante la temporada 2015-16 dirigiría al CE L’Hospitalet de la Segunda División B. 
En 2018, Cifuentes emigró a Suecia para hacerse cargo del equipo de reserva y la academia del AIK Solna.
El 31 de mayo de 2018, Cifuentes fue anunciado como nuevo entrenador del Sandefjord Fotball firmando un contrato  hasta el final de la temporada 2020. Se hizo cargo de la mitad de la temporada de un equipo que había ganado solo cinco puntos en sus primeros 12 partidos de la temporada 2017-18 y aunque los resultados mejoraron durante el resto de la temporada, el Sandefjord Fotball no pudo salvar la categoría.
En la siguiente temporada, la 2018-19 sería la primera temporada completa de Cifuentes en el cargo, el Sandefjord Fotball terminó la segunda división de la liga noruega en segundo lugar y fue ascendido nuevamente a la Eliteserien.
En enero de 2021, firma por el Aalborg Boldspilklub de la Superliga de Dinamarca. Como técnico del Aalborg Boldspilklub, dirigió 40 partidos con un balance de 17 victorias, 10 empates y 13 derrotas.
El 12 de enero de 2022, firma por el Hammarby Fotboll de la Allsvenskan.En octubre de 2023, cuando quedaban dos partidos de la temporada, se unió al club con efecto inmediato después de que el club llegara a un acuerdo con el Queens Park Rangers para su transferencia.
El 30 de octubre de 2023, se anunció que Cifuentes había sido nombrado nuevo entrenador del Queens Park Rangers. El 26 de abril de 2024, su equipo mantuvo la categoría después de una victoria por 4-0 contra el Leeds United. Luego de salvar al club de descender en la siguiente temporada, se anunció su salida del cargo de "mutuo acuerdo" en junio de 2025.
El 15 de julio de 2025, Cifuentes fue anunciado oficialmente como nuevo entrenador del Leicester City.

## Clubes
| Club                 | País       | Año       |
| -------------------- | ---------- | --------- |
| Unió Esportiva Rubí  | España     | 2012-2014 |
| UE Sant Andreu       | España     | 2014      |
| CE L’Hospitalet      | España     | 2015-2016 |
| AIK Solna sub-19     | Suecia     | 2018      |
| Sandefjord Fotball   | Noruega    | 2018-2020 |
| Aalborg Boldspilklub | Dinamarca  | 2021      |
| Hammarby Fotboll     | Suecia     | 2022-2023 |
| Queens Park Rangers  | Inglaterra | 2023-2025 |
| Leicester City       | Inglaterra | 2025-act. |